# Serapias
Serapias L., 1753 è un genere di piante della famiglia delle Orchidacee.
Il nome del genere deriva da Sèrapis, dio egizio della fertilità, e fa riferimento alle presunte proprietà afrodisiache dei loro rizotuberi.

## Descrizione

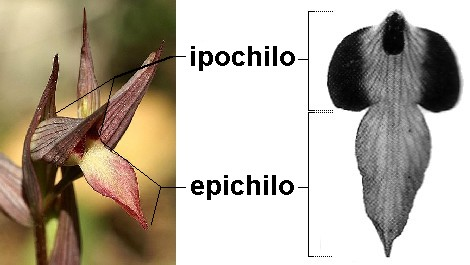
Morfologia del labello di S. lingua

Il genere è caratterizzato da un fiore di colore generalmente rossastro, privo di sperone, con un labello bipartito, da una più o meno pronunciata strozzatura, in un ipochilo, racchiuso in casco formato dai tepali, ed un epichilo a forma di lingua più o meno acuminata. 
La zona di congiunzione tra le due parti del labello è più o meno ripiegata e presenta una peluria rosso-bruna o, in alcune specie, biancastra. La base dell'ipochilo è cuneiforme e presenta una callosità scura e lucida. La morfologia di queste callosità basali del labello è un importante carattere distintivo tra le specie del genere (vedi Tassonomia).
I sepali, ovato-lanceolati, e i petali, poco più piccoli, con estremità filiforme, concorrono con l'ipochilo alla formazione di un casco, all'interno del quale è presente il ginostemio e due pollinii. L'ovario è sessile, non contorto.
La forma e la misura dei petali e del labello sono anch'essi importanti per la determinazione delle specie, che per il resto hanno caratteri molto somiglianti.

L'apparato radicale è costituito da 2 a 5 rizotuberi ovoidali.

## Biologia
La riproduzione delle specie del genere Serapias può avvenire sia per via sessuata grazie all'impollinazione entomofila o alla autoimpollinazione (in alcune specie, come Serapias parviflora, per cleistogamia, ovvero per autofecondazione prima ancora che avvenga l'apertura del fiore), sia per moltiplicazione vegetativa, con formazione di nuovi individui a partire da una suddivisione dei rizotuberi - tale meccanismo si osserva per esempio in  Serapias lingua e Serapias politisii.
Il genere non comprende specie produttrici di nettare; gli insetti pronubi, prevalentemente imenotteri Apoidei ma anche coleotteri (p.es. Osmia spp., Oxythyrea spp.) vengono attratti dal colore e dall'odore del fiore ovvero utilizzano il casco tepalico che cinge l'ipochilo del fiore come rifugio per la notte o contro la pioggia; così facendo vengono in contatto con il ginostemio, cospargendosi di polline che, una volta abbandonato il loro rifugio, depositeranno successivamente in altri fiori fecondandoli..

## Distribuzione e habitat
Il genere Serapias ha un areale che si estende dalle isole Azzorre, attraverso i paesi del bacino del Mediterraneo e del mar Nero, sino al Caucaso.

Alcune specie come S. vomeracea, S. cordigera, S. lingua e S. parviflora sono ampiamente distribuite in tutto l'areale, mentre la maggior parte delle specie sono endemismi a diffusione limitata, talora circoscritta a poche stazioni.

## Tassonomia

### Filogenesi
La monofilia del genere Serapias è stata recentemente confermata da studi molecolari basati su analisi del RNA ribosomiale.

Il genere appartiene alla sottotribù Orchidinae (famiglia: Orchidaceae, sottofamiglia: Orchidoideae, tribù: Orchideae), i cui rapporti filogenetici sono sintetizzati in questo cladogramma:
|  | \| \| Anacamptis \| \| \| \| \| \| Serapias \| \| \| \| |
|  |                                                         |
|  | Ophrys                                                  |
|  |                                                         |
|  | Anacamptis                                              |
|  |                                                         |
|  | Serapias                                                |
|  |                                                         |

|  | Anacamptis |
|  |            |
|  | Serapias   |
|  |            |

|  | \| \| Anacamptis \| \| \| \| \| \| Serapias \| \| \| \| |
|  |                                                         |
|  | Ophrys                                                  |
|  |                                                         |
|  | Anacamptis                                              |
|  |                                                         |
|  | Serapias                                                |
|  |                                                         |

|  | Anacamptis |
|  |            |
|  | Serapias   |
|  |            |

|  | \| \| Anacamptis \| \| \| \| \| \| Serapias \| \| \| \| |
|  |                                                         |
|  | Ophrys                                                  |
|  |                                                         |
|  | Anacamptis                                              |
|  |                                                         |
|  | Serapias                                                |
|  |                                                         |

|  | Anacamptis |
|  |            |
|  | Serapias   |
|  |            |

|  | \| \| Anacamptis \| \| \| \| \| \| Serapias \| \| \| \| |
|  |                                                         |
|  | Ophrys                                                  |
|  |                                                         |
|  | Anacamptis                                              |
|  |                                                         |
|  | Serapias                                                |
|  |                                                         |

|  | Anacamptis |
|  |            |
|  | Serapias   |
|  |            |

|  | Gymnadenia   |
|  |              |
|  | Dactylorhiza |
|  |              |

|  | \| \| Pseudorchis \| \| \| \| \| \| Platanthera \| \| \| \| |
|  |                                                             |
|  | Traunsteinera                                               |
|  |                                                             |
|  | Pseudorchis                                                 |
|  |                                                             |
|  | Platanthera                                                 |
|  |                                                             |

|  | Pseudorchis |
|  |             |
|  | Platanthera |
|  |             |

|  | Gymnadenia   |
|  |              |
|  | Dactylorhiza |
|  |              |

|  | \| \| Pseudorchis \| \| \| \| \| \| Platanthera \| \| \| \| |
|  |                                                             |
|  | Traunsteinera                                               |
|  |                                                             |
|  | Pseudorchis                                                 |
|  |                                                             |
|  | Platanthera                                                 |
|  |                                                             |

|  | Pseudorchis |
|  |             |
|  | Platanthera |
|  |             |

|  | Gymnadenia   |
|  |              |
|  | Dactylorhiza |
|  |              |

|  | \| \| Pseudorchis \| \| \| \| \| \| Platanthera \| \| \| \| |
|  |                                                             |
|  | Traunsteinera                                               |
|  |                                                             |
|  | Pseudorchis                                                 |
|  |                                                             |
|  | Platanthera                                                 |
|  |                                                             |

|  | Pseudorchis |
|  |             |
|  | Platanthera |
|  |             |

|  | Gymnadenia   |
|  |              |
|  | Dactylorhiza |
|  |              |

|  | \| \| Pseudorchis \| \| \| \| \| \| Platanthera \| \| \| \| |
|  |                                                             |
|  | Traunsteinera                                               |
|  |                                                             |
|  | Pseudorchis                                                 |
|  |                                                             |
|  | Platanthera                                                 |
|  |                                                             |

|  | Pseudorchis |
|  |             |
|  | Platanthera |
|  |             |

|  | \| \| Anacamptis \| \| \| \| \| \| Serapias \| \| \| \| |
|  |                                                         |
|  | Ophrys                                                  |
|  |                                                         |
|  | Anacamptis                                              |
|  |                                                         |
|  | Serapias                                                |
|  |                                                         |

|  | Anacamptis |
|  |            |
|  | Serapias   |
|  |            |

|  | \| \| Anacamptis \| \| \| \| \| \| Serapias \| \| \| \| |
|  |                                                         |
|  | Ophrys                                                  |
|  |                                                         |
|  | Anacamptis                                              |
|  |                                                         |
|  | Serapias                                                |
|  |                                                         |

|  | Anacamptis |
|  |            |
|  | Serapias   |
|  |            |

|  | \| \| Anacamptis \| \| \| \| \| \| Serapias \| \| \| \| |
|  |                                                         |
|  | Ophrys                                                  |
|  |                                                         |
|  | Anacamptis                                              |
|  |                                                         |
|  | Serapias                                                |
|  |                                                         |

|  | Anacamptis |
|  |            |
|  | Serapias   |
|  |            |

|  | \| \| Anacamptis \| \| \| \| \| \| Serapias \| \| \| \| |
|  |                                                         |
|  | Ophrys                                                  |
|  |                                                         |
|  | Anacamptis                                              |
|  |                                                         |
|  | Serapias                                                |
|  |                                                         |

|  | Anacamptis |
|  |            |
|  | Serapias   |
|  |            |

|  | Gymnadenia   |
|  |              |
|  | Dactylorhiza |
|  |              |

|  | \| \| Pseudorchis \| \| \| \| \| \| Platanthera \| \| \| \| |
|  |                                                             |
|  | Traunsteinera                                               |
|  |                                                             |
|  | Pseudorchis                                                 |
|  |                                                             |
|  | Platanthera                                                 |
|  |                                                             |

|  | Pseudorchis |
|  |             |
|  | Platanthera |
|  |             |

|  | Gymnadenia   |
|  |              |
|  | Dactylorhiza |
|  |              |

|  | \| \| Pseudorchis \| \| \| \| \| \| Platanthera \| \| \| \| |
|  |                                                             |
|  | Traunsteinera                                               |
|  |                                                             |
|  | Pseudorchis                                                 |
|  |                                                             |
|  | Platanthera                                                 |
|  |                                                             |

|  | Pseudorchis |
|  |             |
|  | Platanthera |
|  |             |

|  | Gymnadenia   |
|  |              |
|  | Dactylorhiza |
|  |              |

|  | \| \| Pseudorchis \| \| \| \| \| \| Platanthera \| \| \| \| |
|  |                                                             |
|  | Traunsteinera                                               |
|  |                                                             |
|  | Pseudorchis                                                 |
|  |                                                             |
|  | Platanthera                                                 |
|  |                                                             |

|  | Pseudorchis |
|  |             |
|  | Platanthera |
|  |             |

|  | Gymnadenia   |
|  |              |
|  | Dactylorhiza |
|  |              |

|  | \| \| Pseudorchis \| \| \| \| \| \| Platanthera \| \| \| \| |
|  |                                                             |
|  | Traunsteinera                                               |
|  |                                                             |
|  | Pseudorchis                                                 |
|  |                                                             |
|  | Platanthera                                                 |
|  |                                                             |

|  | Pseudorchis |
|  |             |
|  | Platanthera |
|  |             |

I generi filogeneticamente più vicini a Serapias sono i generi Anacamptis (con il quale forma frequentemente degli ibridi - vedi sotto) e Ophrys.

### Specie
Il genere comprende una trentina di entità, tra specie e sottospecie, suddivise in due sezioni che si differenziano in base alla morfologia delle callosità basali del labello.
La prima (sezione Serapias - callosità basale unica, reniforme) è rappresentata dal gruppo Serapias lingua e comprende 4 specie; la seconda (sezione Bilamellaria - callosità basale divisa in due parti divergenti) comprende il gruppo S. parviflora (4 specie) e il gruppo S. vomeracea (8 specie). Le due sezioni hanno un diverso numero cromosomico: 2n=36 per i gruppi S. parviflora e S. vomeracea,  2n=72 per il gruppo S. lingua.
Sezione Serapias
gruppo Serapias lingua
- Serapias francavillae  Cristaudo, Galesi & R.Lorenz, 2009
- Serapias lingua L., 1753
- Serapias olbia Verg., 1908
- Serapias strictiflora Weilwitsch ex Da Veiga, 1886

Sezione Bilamellaria
gruppo Serapias parviflora
- Serapias athwaghlisia Kreutz & Rebbas, 2014
- Serapias nurrica Corrias, 1982
- Serapias parviflora Parl.
- Serapias politisii Renz, 1928

gruppo Serapias vomeracea
- Serapias bergonii E.G.Camus
- Serapias cordigera L.
  - Serapias cordigera subsp. cordigera L.
  - Serapias cordigera subsp. azorica (Schltr.) Soó
  - Serapias cordigera subsp. cossyrensis (B.Baumann & H.Baumann) Kreutz
  - Serapias cordigera subsp. cretica B.Baumann & H.Baumann
  - Serapias cordigera subsp. lucana R.Lorenz & V.A.Romano

- Serapias guadinae Lumare, Medagli & Biagioli, 2017
- Serapias maria F.M.Vázquez
- Serapias neglecta De Not.
  - Serapias neglecta subsp. neglecta
  - Serapias neglecta subsp. apulica Landwehr

- Serapias orientalis (Greuter) H.Baumann & Künkele
  - Serapias orientalis subsp. apulica H.Baumann & Künkele
  - Serapias orientalis subsp. levantina (H. Baumann & Künkele) Kreutz
  - Serapias orientalis subsp. siciliensis Bartolo & Pulv.

- Serapias perez-chiscanoi Acedo
- Serapias vomeracea (Burm. f.) Briq.

### Ibridi
Le specie di questo genere danno luogo frequentemente ad ibridi interspecifici tra cui:

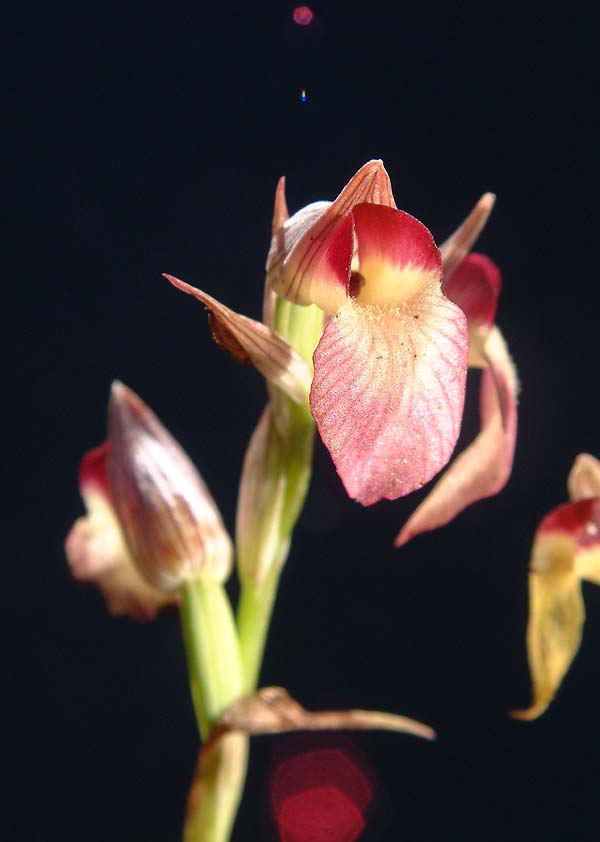
Serapias × pulae

- Serapias × albertii E.G.Camus (ibrido di S.neglecta × S. vomeracea)
- Serapias × ambigua Rouy ex E.G.Camus (S. cordigera × S. lingua)
- Serapias × barsellae Lumare & Medagli
- Serapias × broeckii A.Camus (S. parviflora × S. vomeracea)
- Serapias × carluccioi Lumare & Medagli
- Serapias × cypria H. Baumann & Künkele (S. bergonii × S. orientalis subsp. levantina)
- Serapias × debelairii El Mokni
- Serapias × demadesii Renz
- Serapias × euxina H. Baumann & Künkele (1989) (S. bergonii × S. orientalis)
- Serapias × fallax Soó
- Serapias × garganica H.Baumann & Künkele (1989) (S. orientalis × S. vomeracea)
- Serapias × godferyi A. Camus (S. cordigera × S.neglecta)
- Serapias × halacsyana Soó (S. bergonii × S. cordigera)
- Serapias × hildae-margaritae G.Keller
- Serapias × intermedia Forest. ex F.W. Schultz (1851) (S. lingua × S. vomeracea)
- Serapias × kelleri A.Camus (S. cordigera × S. vomeracea)
- Serapias × liana F.M.Vázquez, Áng.Sánchez & Garcia Alonso
- Serapias × lupiensis Medagli & al. (S. lingua × S. politisii)
- Serapias × meridionalis E.G. Camus (S. lingua × S.neglecta)
- Serapias × occidentalis C. Venhuis & P. Venhuis (S. cordigera × Serapias maria)
- Serapias × oulmesiaca H. Baumann & Künkele (S. lingua × S. lorenziana)
- Serapias × provincialis H. Baumann & Künkele (S. cordigera × S. olbia)
- Serapias × pulae Perko (Serapias neglecta subsp. apulica × S. lingua)
- Serapias × rainei E.G. Camus (S. cordigera × S. parviflora)
- Serapias × sitiae Renz
- Serapias × todaroi Tineo (S. lingua × S. parviflora)
- Serapias × venhuisia F.M.Vázquez
- Serapias × walravensiana P.Delforge
- Serapias × watersii  (S. politisii × S. vomeracea subsp. longipetala)[11]
- Serapias × wettsteinii H.Fleischm.

La vicinanza filogenetica con il genere Anacamptis si evidenzia anche per l'esistenza di numerosi ibridi intergenerici:
- × Serapicamptis anatolica (Renz & Taubenheim) J.M.H.Shaw, 2005 (A. laxiflora × S. orientalis)
- × Serapicamptis andaluciana (B.Baumann & H.Baumann) H.Kretzschmar, Eccarius & H.Dietr., 2007 (A. coriophora × S. parviflora)
- × Serapicamptis barlae (K.Richt.) J.M.H.Shaw, 2005 (A. papilionacea × S. lingua)
- × Serapicamptis bevilacquae (Penz.) J.M.H.Shaw, 2005 (A. morio × S. neglecta)
- × Serapicamptis capitata (E.G.Camus) H.Kretzschmar, Eccarius & H.Dietr., 2007 (A. morio × S. lingua)
- × Serapicamptis correvonii (E.G.Camus & A.Camus) J.M.H.Shaw, Orchid Rev., 2005 (A. morio × S. lingua)
- × Serapicamptis cytherea (B.Baumann & H.Baumann) H.Kretzschmar, Eccarius & H.Dietr., 2007 (A. papilionacea × S. orientalis)
- × Serapicamptis debeauxii (E.G.Camus) J.M.H.Shaw, 2005 (A. papilionacea × S. cordigera)
- × Serapicamptis ducoroniae (P.Delforge) J.M.H.Shaw, 2005 (A. morio × S. orientalis subsp. apulica)
- × Serapicamptis duffortii (E.G.Camus) H.Kretzschmar, Eccarius & H.Dietr., 2007 (A. coriophora × S. lingua)
- × Serapicamptis fontanae (E.G.Camus) H.Kretzschmar, Eccarius & H.Dietr., 2007 (A. morio × S. vomeracea)
- × Serapicamptis forbesii Godfery, 1921  (A. pyramidalis × S. lingua)
- × Serapicamptis garbariorum (Murr) J.M.H.Shaw, 2005 (A. morio × S. vomeracea)
- × Serapicamptis ligustica (E.G.Camus) J.M.H.Shaw, 2005 (A. papilionacea × S. vomeracea)
- × Serapicamptis mutata (E.G.Camus) J.M.H.Shaw, 2005 (A. palustris × S. neglecta)
- × Serapicamptis myrtoa (Kalop. & Aperghis) J.M.H.Shaw, 2005 (A. papilionacea × S. bergonii)
- × Serapicamptis nelsoniana (Bianco & al.) J.M.H.Shaw, 2005 (A. collina × S. parviflora)
- × Serapicamptis pisanensis (Godfery) J.M.H.Shaw, 2005 (A. laxiflora × S. neglecta)
- × Serapicamptis rousii (Du Puy) J.M.H.Shaw, 2005 (A. laxiflora × S. vomeracea)
- × Serapicamptis timbali (K.Richt.) H.Kretzschmar, Eccarius & H.Dietr., 2007 (A. laxiflora × S. lingua)
- × Serapicamptis tommasinii (A.Kern.) J.M.H.Shaw, 2005 (A. coriophora × S. vomeracea)
- × Serapicamptis triloba (Viv.) J.M.H.Shaw, 2005 (A. papilionacea × S. neglecta)